# Comuna Iasen, Rojneativ
Iasen (în ucraineană Ясень) este o comună în raionul Rojneativ, regiunea Ivano-Frankivsk, Ucraina, formată din satele Iasen (reședința) și Lazî.

## Demografie
Componența lingvistică a comunei Iasen
     Ucraineană (99,78%)
     Alte limbi (0,21%)
Conform recensământului din 2001, majoritatea populației comunei Iasen era vorbitoare de ucraineană (99,78%), existând în minoritate și vorbitori de alte limbi.